# Dubovi Maharînți, Kozeatîn
Dubovi Maharînți (în ucraineană Дубові Махаринці) este localitatea de reședință a comunei Dubovi Maharînți din raionul Kozeatîn, regiunea Vinnița, Ucraina.

## Demografie
Componența lingvistică a localității Dubovi Maharînți
     Ucraineană (98,44%)
     Rusă (1,56%)
Conform recensământului din 2001, majoritatea populației localității Dubovi Maharînți era vorbitoare de ucraineană (98,44%), existând în minoritate și vorbitori de rusă (1,56%).

## Legături externe
- pl Mecherzyńce dębowe în Dicționarul geografic al Regatului Poloniei și al altor țări slave, volum VI (Malczyce — Netreba) 1885